# Campionati europei di beach volley 2006
I Campionati europei di beach volley 2006 si sono svolti dal 25 al 28 giugno 2006 a L'Aia nei Paesi Bassi.

## Podi
| Evento                      | Oro                                          | Argento                                    | Bronzo                                 |
| Torneo maschile (dettagli)  | Germania Julius Brink Christoph Dieckmann    | Paesi Bassi Jochem de Gruijter Gijs Ronnes | Svizzera Stefan Kobel Patrick Heuscher |
| Torneo femminile (dettagli) | Russia Alexandra Shiriayeva Natalia Uriadova | Paesi Bassi Rebekka Kadijk Merel Mooren    | Norvegia Nila Håkedal Ingrid Tørlen    |

## Medagliere
| Posizione | Nazione     | Oro | Argento | Bronzo | Totale |
| --------- | ----------- | --- | ------- | ------ | ------ |
| 1         | Germania    | 1   | 0       | 0      | 1      |
| 1         | Russia      | 1   | 0       | 0      | 1      |
| 3         | Paesi Bassi | 0   | 2       | 0      | 2      |
| 4         | Norvegia    | 0   | 0       | 1      | 1      |
| 4         | Svizzera    | 0   | 0       | 1      | 1      |
| Totale    | Totale      | 2   | 2       | 2      | 6      |